# آقای آرکادین
آقای آرکادین (به انگلیسی: Mr. Arkadin) فیلمی فرانسوی-اسپانیایی-سوئیسی در ژانر جنایی، درام، فیلم نوآر و معمایی به کارگردانی اورسن ولز محصول سال ۱۹۵۵ است. این فیلم در بریتانیا با نام گزارش محرمانه (به انگلیسی: Confidential Report) شناخته شده‌است.

## داستان
فردی میلیاردر به نام گرگوری آرکادین (به انگلیسی: Gregory Arkadin) ادعا می‌کند که گذشته‌اش را به یاد نمی‌آورد و فردی را برای کشف گذشتهٔ خود بکار می‌گیرد اما هر شاهدی از زندگی گرگوری آرکادین سرانجام به قتل می‌رسد...

## بازیگران
- اورسن ولز - گرگوری آرکادین
- رابرت آردن - گای ون استراتن
- پاتریشا مدینا - میلی
- پائولا موری - رینا آرکادین
- آکیم تامیروف - جاکوب زوک
- میشا آور - پروفسور
- مایکل ردگریو - بورگومیل تربیچ
- کتینا پاکسینو - سوفی مارتینز
- گرت فروبه - کارآگاهی در مونیخ
- گرگوار آسلان - براکو

## واکنش‌ها
شینجی آئویاما کارگردان ژاپنی در سال ۲۰۱۲ این فیلم را در فهرست بزرگترین فیلم‌های تاریخ قرار داد. او گفت: «هیچ فیلم دیگری مثل گزارش محرمانه ویرانگر نیست، که هر بار که آن را میبینم احساس متفاوتی به من دست می‌دهد. به دست آوردن این‌گونه عدم قطعیتی در یک فیلم بالاترین هدفی است که همواره امید آن را دارم اما هیچگاه آن را به دست نمی‌آورم.»